# ووزدویژنکا (شهرستان خایبولینسکی، باشقیرستان)
ووزدویژنکا (انگلیسی: Vozdvizhenka, Khaybullinsky District, Republic of Bashkortostan) یک شهرک در شهرستان خایبولینسکی استان باشقیرستان کشور روسیه است.